# Isothrix sinnamariensis
Isothrix sinnamariensis és una espècie de mamífer rosegador de la família de les rates espinoses. Viu a Guyana i la Guaiana Francesa. El seu hàbitat natural són les zones de terra firme dins de selves tropicals. Es creu que no hi ha cap amenaça significativa per a la supervivència d'aquesta espècie, tot i que està afectada per la destrucció d'hàbitat i, en particular, per la construcció de la presa de Petit-Saut.